# Anne-Cécile Duretová
Anne-Marie-Antoinette-Cécile Duretová, rozená d'Herbez, známá také jako Cécile Saint-Aubin (14. října 1785 Paříž – 30. listopadu 1862, tamtéž) byla francouzská operní sopranistka.

## Životopis
Narodila se v Paříži jako dcera tenoristy Augustina-Alexandra d'Herbez, zvaného Saint-Aubin a sopranistky Jeanne-Charlotte Schroeder, Madame Saint-Aubin.
Mezi její učitele patřili italský hudební skladatel Angelo Tarchi a později na vysoké škole Conservatoire de Paris, Pierre-Jean Garat. Dne 24. května roku 1804 debutovala v Opéra Comique v Paříži v Le Concert interrompu, kde sklidila velký úspěch. Po čtyřech či pěti měsících pobytu v pařížském divadle se rozhodla vrátit zpět na konzervatoř, z důvodu dlouhé nepřítomnosti.
Dne 24. září 1804 se provdala za houslistu Marcela Dureta.
Ve dnech 4. a 7. dubna roku 1808 hrála v opeře Montana a Stéphanie. Následně účinkovala v Lully et Quinault, Le Billet de loterie, Jeannot et Colin a Le Magicien sans magie.
Anne-Cécile zemřela v 9. pařížském obvodu roku 1862 ve věku 77 let. Je pohřbena na hřbitově Père-Lachaise.